# Kanton El Carmen
Der Kanton El Carmen befindet sich in der Provinz Manabí im Westen von Ecuador. Er besitzt eine Fläche von 1749 km². Im Jahr 2022 lag die Einwohnerzahl bei rund 120.900. Verwaltungssitz des Kantons ist die Stadt El Carmen mit 46.358 Einwohnern (Stand 2010).

## Lage
Der Kanton El Carmen liegt im Nordosten der Provinz Manabí. Das Gebiet befindet sich östlich der Cordillera Costanera. Entlang der nordwestlichen Kantonsgrenze fließt der Río Quinindé nach Norden. Im Südwesten, im Süden und im Südosten wird das Gebiet von den aufgestauten Flussarmen des Daule-Peripa-Stausees begrenzt. Die Fernstraße E38 (Chone–Santo Domingo de los Colorados) führt an El Carmen vorbei.
Der Kanton El Carmen grenzt im Nordosten und im nördlichen Osten an die Provinz Santo Domingo de los Tsáchilas mit den Kantonen La Concordia und Santo Domingo, im südlichen Osten und im äußersten Süden an die Provinz Guayas mit den Kantonen El Empalme und Balzar sowie im Westen an die Kantone Pichincha, Chone und Flavio Alfaro.

## Verwaltungsgliederung
Der Kanton El Carmen ist in die Parroquias urbanas („städtisches Kirchspiel“)
- 4 de Diciembre
- El Carmen

und in die Parroquias rurales („ländliches Kirchspiel“)
- El Paraíso La 14
- San Pedro de Suma
- Santa María
- Wilfrido Loor Moreira (Maicito)

gegliedert.

## Geschichte
Der Kanton El Carmen wurde am 3. Juli 1967 eingerichtet.
Das 487 km² große Gebiet La Manga del Cura war lange Zeit zwischen den Provinzen Guayas, Manabí, Santo Domingo und Los Ríos umstritten. Am 11. April 2017 entschied die ecuadorianische Nationalversammlung, dass das Areal dem Kanton El Carmen der Provinz Manabí zugeschlagen wird. Das Gebiet La Manga del Cura entspricht den Parroquias Santa María und El Paraíso La 14.
Entwicklung der Einwohnerzahl im Kanton El Carmen bei landesweiten Volkszählungen zum jeweiligen Gebietsstand:
| Jahr                    | Einwohner | +/-    |
| ----------------------- | --------- | ------ |
| 1974                    | 34.071    | –      |
| 1982                    | ?         | –      |
| 1990                    | 54.070    | –      |
| 2001                    | 69.998    | 29,5 % |
| 2010                    | 89.021    | 27,2 % |
| 2022                    | 120.936   | 35,9 % |
| Datenherkunft: Wikidata |           |        |